# Luděk Bari
Luděk Bari (* 21. ledna 1949, Praha, Československo), známý pod pseudonymy Ludovít nebo Lou Bari, je český autodidaktický sochař, řezbář a malíř a příležitostný herec Divadla S. K. Neumanna.

## Život
Vyučil se truhlářem. Po studiu na střední škole [zdroj?] výtvarné nadání rozvíjel v soukromých hodinách figurální techniky v keramice a porcelánu u akademické sochařky Aleny Burešové, současně také absolvoval soukromé hodiny u akademického malíře Josefa Patery nebo akademického sochaře Vlastimila Večeři.
V minulosti pracoval jako požární technik nebo recepční v hotelu Evropa, kde příležitostně restauroval obrazy a nábytek.
Luděk Bari neprošel soustavným výtvarným vzděláním – patří mezi autodidakty, ale dosáhl v oblastech sochařství a řezbářství profesionální úrovně.

## Tvorba
Proslavil se kolekcí dvaceti tří kusů originálních hudebních nástrojů moderních tvarů. V roce 1995 australská televizní stanice Beyond 2000 odvysílala krátkou reportáž o jeho práci v 82 státech světa.. Kolekci tvoří housle, violy a cella. Kolekce byla v roce 1995 neformálně označena televizní stanicí za technickou novinku 21. století. O jeho housle projevila zájem také houslistka Vanessa Mae, k propůjčení houslí však nakonec nedošlo. Kromě houslí moderních tvarů vytvořil Luděk Bari několik desítek dřevěných reliéfů technikou nízkého reliéfu. Veškerá jeho výtvarná díla ztvárňují filosofii hudby, něhy a poezie. Zásadní výtvarná díla Luďka Bariho nejsou na prodej.

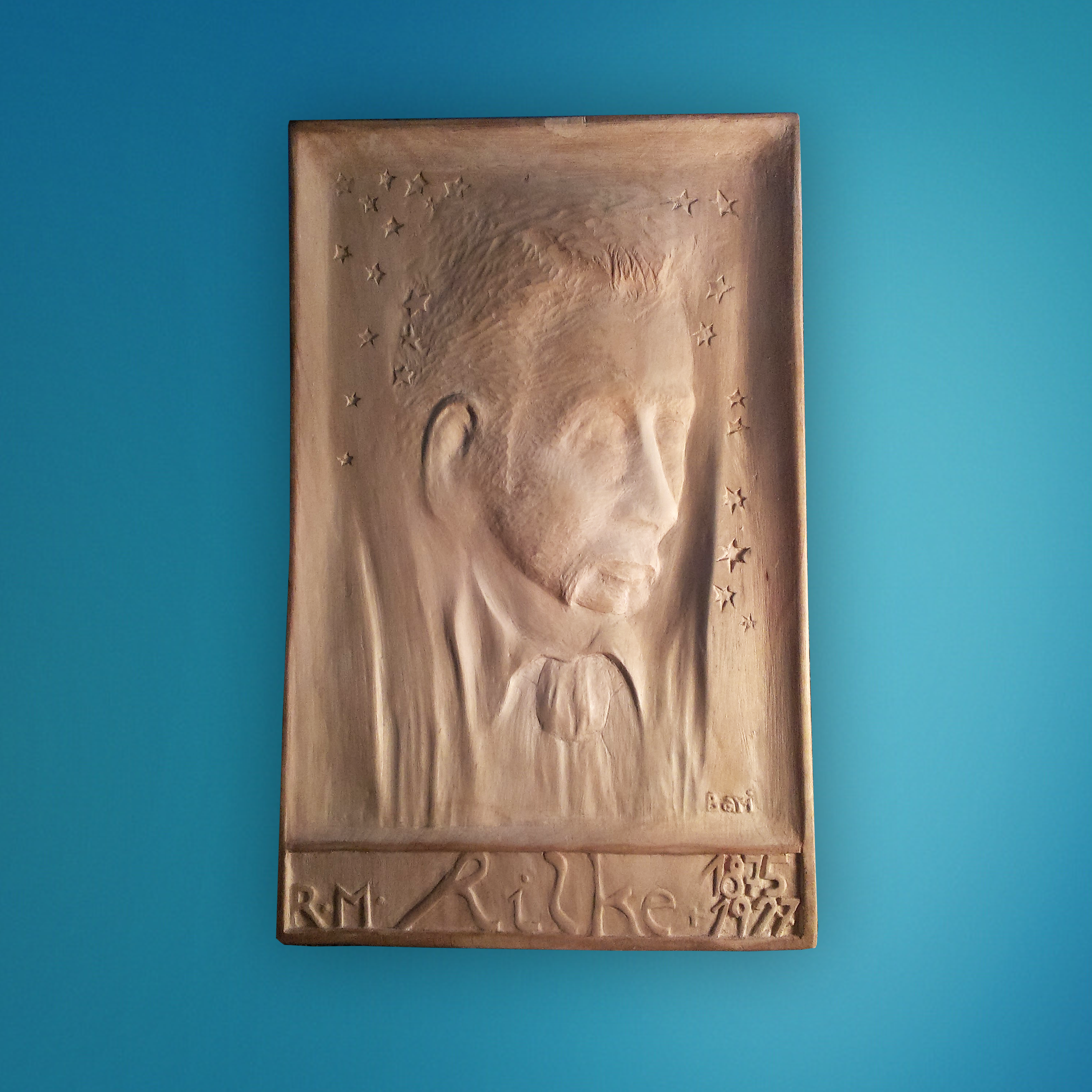
Rainer Maria Rilke na Bariho reliéfu (2014)

## Citáty
| „                  | Housle vydávají tóny, které léčí a čistí vaše tělo. Mění ho v kvalitnější materiál. Proto poslouchejte hudbu, kde hraje tento nástroj. Hlavně ať poslouchají ti, kteří drží hladovku. | “ |
| — autor Luděk Bari | |   |

Koncem roku 2018 zformuloval svou "Definici objektivity".
| „                  | Jsem stromem, který plodí... Jsem strom velký jako Jasan, cítím se tak..., a také tak se snažím žít. Mé větve..jsou ruce... které berou materii, ze které se dá tvořit... díla jimi stvořená to jen potvrzují. | “ |
| — autor Luděk Bari | |   |